# Felicjan Czetwertyński-Światopełk
Felicjan Czetwertyński-Światopełk herbu Pogoń Ruska (ur. ok. 1745 roku, zm. po 1796 roku) – książę, kasztelan czernihowski w 1792 roku, rotmistrz kawalerii narodowej, szambelan królewski w 1775 roku, przeciwnik konstytucji 3 maja.
W 1792 roku odznaczony Orderem Orła Białego, w 1782 roku został kawalerem Orderu Świętego Stanisława.